# Katrina Kaif
Katrina Kaif (tiếng Kashmir: क़त्रीना कैफ़ (Devanagari), قطرینہ کیف (Nastaleeq), sinh ngày 16 tháng 7 năm 1984) là nữ diễn viên người Anh gốc Ấn Độ và cựu người mẫu đã xuất hiện trên nhiều phim Ấn Độ, chủ yếu ở Bollywood. Cô cũng xuất hiện trên Cinema of Andhra Pradesh và phim nói tiếng Malayalam (của bang Kerala). Cô còn là một trong nhiều nữ diễn viên được trả mức lương cao nhất của nền điện ảnh Ấn Độ.
Cô được tuần báo tiếng Anh "Eastern Eye" bình chọn là người phụ nữ gợi cảm nhất châu Á trong các năm 2008, 2009, 2010 và 2011. Là công dân Anh, cô làm việc ở Ấn Độ bằng một thị thực lao động.
Kaif bắt đầu sự nghiệp diễn xuất trong phim Boom, một phim không ăn khách của đạo diễn Kaizad Gustad. Năm 2007 cô gặt thành công ở phim Namastey London của đạo diễn Vipul Amrutlal Shah và phim Welcome của đạo diễn Anees Bazmee. Sau đó cô đã xuất hiện trên các phim như New York (2009) và Rajneeti (2010). Cô đã được đề cử Giải Filmfare cho nữ diễn viên chính xuất sắc nhất lần đầu cho vai diễn trong phim New York, còn phim Rajneeti sau đó trở thành phim thành công thương mại nhất của cô cho tới nay.

## Thời niên thiếu

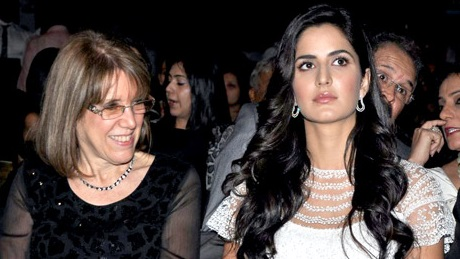
Katrina Kaif và mẹ của cô ấy tại lễ trao giải People's Choice Awards năm 2012.

Kaif sinh ở Hồng Kông, cha cô là Mohammed Kaif, một người Kashmir (vùng thung lũng Kashmir),, còn mẹ cô là Susanna Turquotte, một người Anh, cả cha và mẹ cô đều là công dân Anh.
Cha mẹ cô ly dị khi cô còn rất nhỏ. Kaif từng nói: "Thật đáng tiếc là cha tôi – và không ngoài sự chọn lựa – không có ảnh hưởng tới việc nuôi dạy cũng như quan niệm tôn giáo, xã hội hoặc luân lý của chúng tôi". Khi cô sang Ấn Độ, cô đổi tên họ thành Kaif, vì họ đó là nguồn gốc Ấn Độ. Hơn nữa, Ayesha Shroff đã xác nhận rằng tên ban đầu của nữ diễn viên này là Katrina Turquotte. Kaif có 7 anh chị em ruột: một anh (em) và 6 chị (em). Từ Hồng Kông, cô và gia đình di chuyển sang Trung Quốc, rồi Nhật Bản. Từ đây cô đi tàu thủy sang Pháp khi mới 8 tuổi, và sau đó sống ở Thụy Sĩ, Kraków, Berlin, Bỉ, cùng nhiều nước Đông Âu khác mỗi nơi một vài tháng. Sau đó cô di chuyển cùng gia đình sang Hawaii, và cuối cùng trở về Anh, quê hương của mẹ. Mặc dù người ta thường cho rằng Kaif cư ngụ ở Luân Đôn, nhưng thực ra cô chỉ sống ở đây có 3 năm trước khi di chuyển hẳn sang Mumbai.

## Sự nghiệp

### Làm người mẫu và bước đầu đóng phim

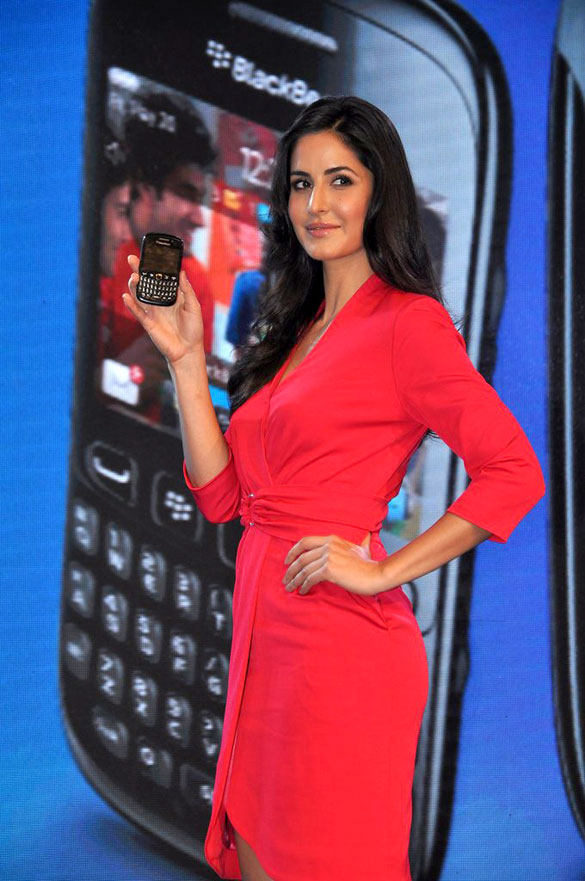
Kaif trong buổi họp báo ra mắt sản phẩm Blackberry Curve của hãng BlackBerry

Kaif bắt đầu sự nghiệp người mẫu ở tuổi 14 trong đợt quảng cáo các đồ trang sức bằng quý kim. Cô tiếp tục làm người mẫu ở London trong một hợp đồng với Models 1 Agency và trong các đợt quảng cáo cho Công ty bán lẻ quần áo lót "La Senza" và "Arcadius", cùng trình diễn thời trang ở London Fashion Week.
Việc làm người mẫu của Kaif đã khiến đạo diễn điện ảnh Kaizad Gustad ở London chú ý, mời cô tham gia trong phim Boom (2003) của ông. Phim này do Amitabh Bachchan và Gulshan Grover đóng vai chính, đã không tạo được ấn tượng gì.
Sau đó Kaif di chuyển sang Mumbai tiếp tục làm người mẫu, nhưng các đạo diễn điện ảnh vẫn lưỡng lự chưa muốn mời cô đóng phim vì cô chưa thông thạo tiếng Hindi.

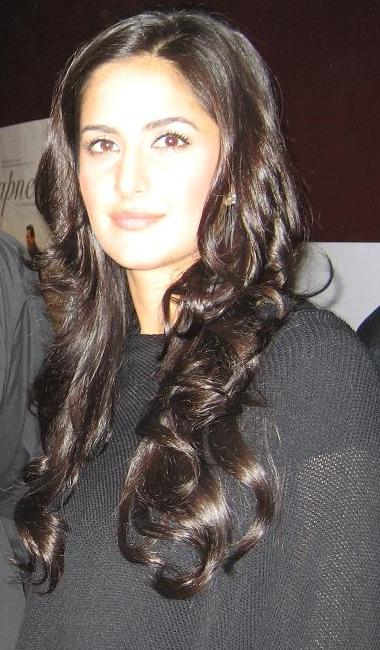
Katrina Kaif tại Feltham năm 2007

### Đột phá (2005-2006)
Năm 2005, Kaif đóng một vai nhỏ trong phim Sarkar của đạo diễn Ram Gopal Verma, vai bạn gái của Abhishek Bachchan. Cùng năm, cô đóng vai chính lần đầu trong phim Maine Pyaar Kyun Kiya của đạo diễn David Dhawan, chuyển thể từ phim Cactus Flower (của đạo diễn Mỹ Gene Saks), trong đó cô đóng cặp với Salman Khan. Các vai chính trong phim này còn có Sushmita Sen, Arshad Warsi, Isha Koppikar và Sohail Khan. Sau khi phát hành, phim này trở nên thành công vừa phải, nhưng Kaif được nhà phê bình phim nổi tiếng Taran Adarsh khen là một "khám phá mới hoàn toàn".
Năm sau, cô đóng cặp với Akshay Kumar lần đầu trong phim Humko Deewana Kar Gaye (mà chi phí sản xuất và tiếp thị nhiều hơn thu nhập) của đạo diễn Raj Kanwar. Tuy nhiên, về vai diễn lột tả nhân vật Jia A. Yashvardhan của Kaif thì nhà phê bình phim Taran Adarsh viết: "Không còn nghi ngờ gì nữa, Katrina đã đạt được những tiến bộ lớn lao của một diễn viên, trở thành ngôi sao của show diễn. Chính sự hiện diện có sức hấp dẫn mạnh và việc trình diễn đáng tin cậy của cô mà bạn sẽ mang về nhà khi show diễn kết thúc".

### Thành công (2007- tới nay)
Năm 2007, Kaif xuất hiện trong 4 phim, tất cả đề thành công về mặt tài chính. Phim thứ nhất là Namastey London của đạo diễn Vipul Shah. Kaif đóng vai nhân vật một cô gái Anh Ấn tên là Jasmeet "Jazz" Malhotra, cùng với Rishi Kapoor, Akshay Kumar và Clive Standen. Sau khi phát hành, phim này thành công lớn. Nhà phê bình điện ảnh Nikhat Kazmi của báo The Times Of India ca ngợi sự tương hợp giữa cặp diễn viên chính. Phim sau, cô đóng vai phụ trong phim Apne của đạo diễn Anil Sharma. Cùng diễn xuất có Dharmendra, Sunny Deol, Bobby Deol, Kirron Kher và Shilpa Shetty, phim này thành công về mặt tài chính.
Các phim tiếp theo trong năm của cô là Hitch do đạo diễn David Dhawan làm lại không chính thức và phim Partner, trong đó cô đóng vai chính cùng với Salman Khan, Govinda và Lara Dutta. Hai phim này đều thành công về tài chính. Phim chót của cô trong năm 2007 là phim Welcome, do Anees Bazmee đạo diễn và cùng đóng vai chính với Akshay Kumar, Paresh Rawal và Anil Kapoor, được tuyên bố là một phim rất thành công (blockbuster) ở Ấn Độ., mặc dù có những bài phê bình tiêu cực.
Phim đầu tiên trong năm 2008 của cô là phim hành động giật gân khá thành công Race của đạo diễn Abbas-Mustan; cô đóng vai Sophia, thư ký của Saif Ali Khan, người thầm yêu người anh cùng cha khác mẹ (hay cùng mẹ khác cha) thù địch (do Akshay Khanna diễn xuất). Phim này cũng có Anil Kapoor, Bipasha Basu và Sameera Reddy đóng các vai chính. Mặc dù phim thành công, nhưng nhà phê bình Kazmi viết: "Katrina quá mờ nhạt như người thư ký tầm thường chỉ trở lại là chính mình khi cô trở nên quyến rũ với giọng Hãy sờ em, hãy hôn em.
Phim tiếp theo của Kaif là phim Singh Is Kinng của đạo diễn Anees Bazmee mô tả mối tình của Akshay Kumar và vị hôn thê của Ranvir Shorey, được tuyên bố là rất thành công và là phim thành công liên tiếp thứ sáu của cô về mặt tài chính. Phim này có thu nhập cao hàng thứ 3 trong các phim của Bollywood năm 2008. Phim cuối cùng trong năm 2008 của Kaif là phim Yuvvraaj của đạo diễn Subhash Ghai, bị thất bại về mặt thương mại, nhưng kịch bản của nó được đưa vào Thư viện của Viện Hàn lâm Khoa học và Nghệ thuật Điện ảnh Hoa Kỳ vì có giá trị nghệ thuật, kịch bản gốc có thực chất.
Phim đầu tiên trong năm 2009 của Kaif là phim khủng bố New York của đạo diễn Kabir Khan, với John Abraham và Neil Nitin Mukesh. Phim này thành công cả về mặt thương mại lẫn về mặt phê bình ở Ấn Độ và ở nước ngoài. Diễn xuất của Kaif rất được khen ngợi, nhà phê bình Taran Adarsh viết: "Katrina đem lại cho các bạn một ngạc nhiên lớn nhất. Được biết đến với vai trò quyến rũ của mình, Katrina chứng minh rằng cô có thể diễn xuất nếu đạo diễn và người viết kịch bản đem lại cho cô một vai diễn có thực chất. Cô ấy thật xuất sắc.Trong thực tế, lần này mọi người sẽ thấy một Katrina mới, khác hẳn". Kaif đã được đề cử lần đầu cho Giải Filmfare cho nhữ diễn viên chính xuất sắc nhất.
Phim tiếp theo của cô và một vai nhỏ trong phim hành động trinh thám có nhiều ngôi sao tham gia Blue, thường gọi là phim trinh thám dưới nước đầu tiên của Ấn Độ, với các diễn viên Akshay Kumar và Zayed Khan. Tuy nhiên phim này được coi là một thất bại.
Tháng 11 năm 2009, Kaif đóng vai Jennifer Pinto diễn cặp cùng với Ranbir Kapoor trong phim rất thành công về tài chính Ajab Prem Ki Ghazab Kahani của đạo diễn Rajkumar Santoshi. Các nhà phê bình phần lớn ca ngợi sự tương hợp giữa cô với Kapoor hơn là sự diễn xuất của chính cô. Phim chót trong năm này của cô là phim có nhiều ngôi sao cùng diễn De Dana Dan của đạo diễn Priyadarshan, với Akshay Kumar, Suniel Shetty, Paresh Rawal và Neha Dhupia. Mặc dù lúc đầu khá thành công, nhưng phim này đã thất bại về mặt tài chính.
Phim đầu tiên trong năm 2010 của Kaif là phim giật gân chính trị Raajneeti của đạo diễn Prakash Jha, trong đó cô diễn xuất cặp với Ranbir Kapoor và Arjun Rampal. Phim này là một kịch bản chuyển thể hiện đại của The Mahabharata so với bối cảnh chính trị của Delhi. Nana Patekar, Manoj Bajpai và Shruti Seth cũng đóng vai chính. Sau khi phát hành, phim này tỏ ra rất thành công về tài chính, và Kaif nhận được những bài phê bình tốt đẹp cho vai Indu Sakseria năng động mà cô thể hiện.
Phim chót trong năm 2010 của cô là phim hài Tees Maar Khan của Farah Khan, đóng chung với Akshay Kumar. Phim này phát hành ngày 24.12.2010. Phim này bị phê bình không hay và được cho là bị thất bại. Tuy nhiên, item number Sheila Ki Jawani của Kaif đã biến thành một show video ca nhạc rất được ưa chuộng.
Ngày 15.7.2011, cô xuất hiện cùng với Hrithik Roshan, Farhan Akhtar, Abhay Deol và Kalki Koechlin trong phim Zindagi Na Milegi Dobara của Zoya Akhtar, một phim thành công về tài chính và được giới phê bình đánh giá cao. Kaif cũng được khen ngợi cho vai diễn thể hiện huấn luyện viên bơi lặn thích đùa cợt Laila. Nhà phê bình Taran Adarsh viết: "Katrina là một phát hiện..., nữ diễn viên này tiếp tục gây ngạc nhiên cho bạn về cách diễn xuất của cô từ phim này tới phim khác". Phim chót của cô trong năm 2011 là phim Mere Brother Ki Dulhan của hãng Yash Raj Films, trong đó cô đóng cặp với Imran Khan và Ali Zafar. Phim này thành công về tài chính và Kaif được các nhà phê bình khen ngợi về vai diễn thể hiện cô gái hát nhạc punk-rock hoạt bát Dimple Dixit, được nhà phê bình Rahul Gangwani khen: "phim này cuối cùng thuộc về Katrina Kaif. Cô rạng rỡ, hưng phấn và truyền sinh lực vào phim".

### Lồng tiếng
Do việc không thông thạo tiếng Hindi (và những tiếng Ấn Độ khác), giọng của Kaif thường do những nữ diễn viên khác lồng tiếng. Tuy nhiên, ngoại trừ phim De Dana Dan, cô đã dùng giọng của chính mình cho các phim của cô từ phim New York trở đi. Trước đó cô đã được lồng tiếng cho các phim như Namastey London và Apne.

### Hoạt động quảng cáo
Trong năm 2002, Katrina Kaif được chọn làm đại sứ cho nhãn hàng hóa Coca Cola ở bang Tamil Nadu cùng với nam diễn viên Tamil hàng đầu Vijay. Thời đó quảng cáo của hãng Coca Cola với Katrina Kaif và Vijay nhảy múa cho bài hát tiếng Tamil trong mục quảng cáo gọi là "Gullu Gullu" rất được ưa chuộng ở bang Tamil Nadu. Cô cũng quảng cáo cho nhiều công ty sản xuất da, nhất là cho công ty Veet, và cho nhiều nhãn hàng hóa đa quốc gia chẳng hạn như Panasonic. Hiện nay Katrina làm đại sứ cho hãng hàng không quốc gia sang trọng Etihad Airways của Các Tiểu Vương quốc Ả Rập Thống nhất.

## Đời tư
Năm 2004, cô có quan hệ với nam diễn viên Salman Khan, nhưng họ chia tay năm 2008. Cũng có tin đồn là cô có quan hệ với nam diễn viên Ranbir Kapoor, nhưng cô phủ nhận. Năm 2011, cô xác nhận rằng mình sống độc thân.

### Quan điểm tôn giáo
Được biết Kaif có quan điểm tôn giáo thế tục, và đã từng có mặt ở nhiều địa điểm tôn giáo khác nhau ở Ấn Độ, trong đó có các nơi thờ phượng Ấn Độ giáo, đạo Sikh và Hồi giáo. Cô đã được nhìn thấy tới lễ bái ở đền thờ Siddhivinayak, các đền thờ Ấn Độ giáo ở Haridwar, Shirdi, đền vàng Amritsar và Ajmer Sharif dargah.

## Danh mục phim
| Bộ phim chưa được phát hành | Cho biết bộ phim chưa được phát hành |

| Tên phim                   | Năm  | Vai diễn                                     | Đạo diễn              | Ghi chú                                                      | C.t           |
| -------------------------- | ---- | -------------------------------------------- | --------------------- | ------------------------------------------------------------ | ------------- |
| Boom                       | 2003 | Rina Kaif (hay còn gọi là Popdi Chinchpokli) | Kaizad Gustad         |                                                              | [ 56 ]        |
| Malliswari                 | 2004 | Malliswari                                   | K. Vijaya Bhaskar     | Phim tiếng Telugu                                            | [ 57 ]        |
| Sarkar                     | 2005 | Pooja                                        | Ram Gopal Varma       |                                                              | [ 58 ]        |
| Maine Pyaar Kyun Kiya?     | 2005 | Sonia                                        | David Dhawan          |                                                              | [ 59 ]        |
| Allari Pidugu              | 2005 | Swati                                        | Jayanth C. Paranjee   | Phim tiếng Telugu                                            | [ 60 ]        |
| Humko Deewana Kar Gaye     | 2006 | Jia A. Yashvardhan                           | Raj Kanwar            |                                                              | [ 61 ]        |
| Balram vs. Tharadas        | 2006 | Supriya                                      | I.V. Sasi             | Phim tiếng Malayalam                                         | [ 62 ]        |
| Namastey London            | 2007 | Jasmeet "Jazz" Malhotra                      | Vipul Amrutlal Shah   |                                                              | [ 63 ]        |
| Apne                       | 2007 | Nandini                                      | Anil Sharma           |                                                              | [ 64 ]        |
| Partner                    | 2007 | Priya Jaisingh                               | David Dhawan          |                                                              | [ 65 ]        |
| Welcome                    | 2007 | Sanjana Shetty                               | Anees Bazmee          |                                                              | [ 66 ]        |
| Race                       | 2008 | Sophia                                       | Abbas-Mustan          |                                                              | [ 67 ]        |
| Singh Is Kinng             | 2008 | Sonia                                        | Anees Bazmee          |                                                              | [ 68 ]        |
| Hello                      | 2008 | Storyteller                                  | Atul Agnihotri        | Diễn viên khách mời                                          | [ 69 ]        |
| Yuvvraaj                   | 2008 | Anushka                                      | Subhash Ghai          |                                                              | [ 70 ]        |
| New York                   | 2009 | Maya Shaikh                                  | Kabir Khan            | Đề cử— Giải Filmfare cho nữ diễn viên xuất sắc nhất          | [ 71 ]        |
| Blue                       | 2009 | Nikki                                        | Anthony D'Souza       | Diễn viên khách mời                                          | [ 72 ]        |
| Ajab Prem Ki Ghazab Kahani | 2009 | Jennifer "Jenny" Pinto                       | Rajkumar Santoshi     |                                                              | [ 73 ]        |
| De Dana Dan                | 2009 | Anjali Kakkad                                | Priyadarshan          |                                                              | [ 74 ]        |
| Raajneeti                  | 2010 | Indu Pratap                                  | Prakash Jha           |                                                              | [ 75 ]        |
| Tees Maar Khan             | 2010 | Anya Khan                                    | Farah Khan            |                                                              | [ 76 ]        |
| Zindagi Na Milegi Dobara   | 2011 | Laila                                        | Zoya Akhtar           |                                                              | [ 77 ]        |
| Bodyguard                  | 2011 | Chính cô                                     | Siddique              | Diễn viên khách mời xuất hiện trong bài hát "Bodyguard"      | [ 78 ]        |
| Mere Brother Ki Dulhan     | 2011 | Dimple Dixit                                 | Ali Abbas Zafar       | Đề cử— Giải Filmfare cho nữ diễn viên xuất sắc nhất          | [ 79 ]        |
| Agneepath                  | 2012 | Chikni Chameli                               | Karan Malhotra        | Diễn viên khách mời xuất hiện trong bài hát "Chikni Chameli" | [ 82 ]        |
| Ek Tha Tiger               | 2012 | Zoya                                         | Kabir Khan            |                                                              | [ 83 ]        |
| Jab Tak Hai Jaan           | 2012 | Meera Thapar                                 | Yash Chopra           |                                                              | [ 84 ]        |
| Main Krishna Hoon          | 2013 | Chính cô                                     | Rajiv S. Ruia         | Diễn viên khách mời                                          | [ 85 ]        |
| Bombay Talkies             | 2013 | Chính cô                                     | Nhiều đạo diễn        | Diễn viên khách mời                                          | [ 87 ]        |
| Dhoom 3                    | 2013 | Aaliya                                       | Vijay Krishna Acharya |                                                              | [ 88 ]        |
| Bang Bang!                 | 2014 | Harleen Sahni                                | Siddharth Anand       |                                                              | [ 89 ]        |
| Phantom                    | 2015 | Nawaz Mistry                                 | Kabir Khan            |                                                              | [ 90 ]        |
| Fitoor                     | 2016 | Firdaus                                      | Abhishek Kapoor       | Đang khởi quay                                               | [ 91 ] [ 92 ] |
| Jagga Jasoos               | 2016 | TBA                                          | Anurag Basu           | Đang khởi quay                                               | [ 92 ] [ 93 ] |
| Baar Baar Dekho            | 2016 | TBA                                          | Nitya Mehra           | Đang khởi quay                                               | [ 94 ] [ 95 ] |

## Giải thưởng

### Giải Filmfare
- 2010: Đề cử Giải Filmfare cho nữ diễn viên chính xuất sắc nhất ở phim New York[9]

### Giải Star Screen
- 2010: Đoạt Giải Star Screen, diễn viên làm trò vui của Năm[96]
- 2011: Đoạt "Giải Ngôi sao màn ảnh cho nhữ diễn viên chính xuất sắc nhất" (công chúng bầu chọn)]] ở phim Raajneeti và Tees Maar Khan

### Giải Zee Cine
- 2008: Đoạt Giải Zee Cine, Giải diễn viên Anh Ấn (British Indian Actor Award)
- 2005: Đề cử: Giải Zee Cine cho diễn viên mới bắt đầu hứa hẹn nhất, ở phim Sarkar
- 2011: Đề cử Giải Zee Cine cho nữ diễn viên xuất sắc nhất ở phim Raajneeti

### Giải IIFA
- 2008: Đoạt Giải IIFA Style Diva của năm
- 2008: Đề cử Giải IIFA cho nữ diễn viên xuất sắc nhất ở phim Namastey London
- 2009: Đề cử Gìải IIFA cho nữ diễn viên xuất sắc nhất ở phim  Singh Is Kinng
- 2011: Đề cử Giải IIFA cho nữ diễn viên xuất sắc nhất ở phim  Raajneeti

### Giải Stardust
- 2006: Đoạt Giải Stardust cho nữ diễn xuất đột phá ở phim Maine Pyaar Kyun Kiya
- 2010: Đoạt Giải Stardust, Nữ diễn viên chính xuất sắc nhất - Giải công chúng, phim New York &Ajab Prem Ki Ghazab Kahani [97]
- 2009: Đề cử Giải Stardust cho ngôi sao của năm, ở phim  Singh Is Kinng
- 2009: Đề cử Giải Stardust cho nữ diễn viên chính xuất sắc nhất trong vai tiêu cực, ở phim Race
- 2010: Đề cử Giải Stardust cho ngôi sao nữ của năm ở phim New York &Ajab Prem Ki Ghazab Kahani [98]

### Giải Phim Apsara và Nghiệp đoàn những nhà sản xuất Truyền hình
- 2011: Đoạt giải Apsara: Hindustan Times Reader's Choice Entertainer Of The Year Award (Female)[99]
- 2009: Đề cử Giải Apsara cho nữ diễn viên xuất sắc trong vai phụ, ở phim Race

### Giải thưởng khác
- 2006: Đoạt Giải Idea Zee F, Fashion Diva of the Year [100]
- 2008: Đoạt Giải Sabsey Favourite Kaun, Sabsey Favourite Heroine ở phim Singh Is Kinng
- 2008: Đoạt Giải Apsara Film Producers Guild of India, Style Diva of the Year
- 2009: Đoạt Giải Rajiv Gandhi[101]
- 2009: Đoạt Giải Sabsey Favourite Kaun, Sabsey Favourite Heroine [102]
- 2009: Đoạt Giải ASSOCHAM, Performing Excellence [103]
- 2010: Đề cử Giải Big Star Entertainment for BIG Star Most Entertaining Film Actor (Nữ) ở phim Rajneeti [104]
- 2010: Đề cử Giải Big Star Entertainment for New Talent of the Decade (Nữ) [104]